# 阿尔布雷希特·舒赫
阿尔布雷希特·亚伯拉罕·舒赫（Albrecht Abraham Schuch，1985年8月21日—）是德国演员。他获得多项荣誉，包括三项德国电影奖、一项巴伐利亞電影獎和一项德國電視獎。他以《西线无战事》（2022年版本）中的表演而入圍第76屆英国电影学院奖最佳男配角。

## 早期生活
舒赫1985年出生于东德耶拿。  他是女演员卡羅莉妮·舒赫的弟弟。 2006年至2010年在莱比锡音乐与戏剧大学学习演藝。  

## 職業生涯
舒赫在《西风》 (Westwind) 中首次亮相。  2012年，他在《測量世界》中飾演亚历山大·冯·洪堡一角。 